# Споменик на Рајцу
Споменик на Рајцу, на планини Сувобор, замишљен, првобитно, као спомен-чесма, подигло је Удружење „1300 каплара” 1970. године у славу храбрих ратника и припадника 1300 каплара, који су учествовали у Колубарској бици, која се добрим делом одигравала на овом простору. 
Споменик чесма са спомеником је подигнут према пројекту инжењера Миладина М. Пећинара и Петра М. Радојевића, који је изградио споменик и архитекте Драгомира Тадића. Скулптура српског војника је рад вајара Михаила Томића.